# Fougère

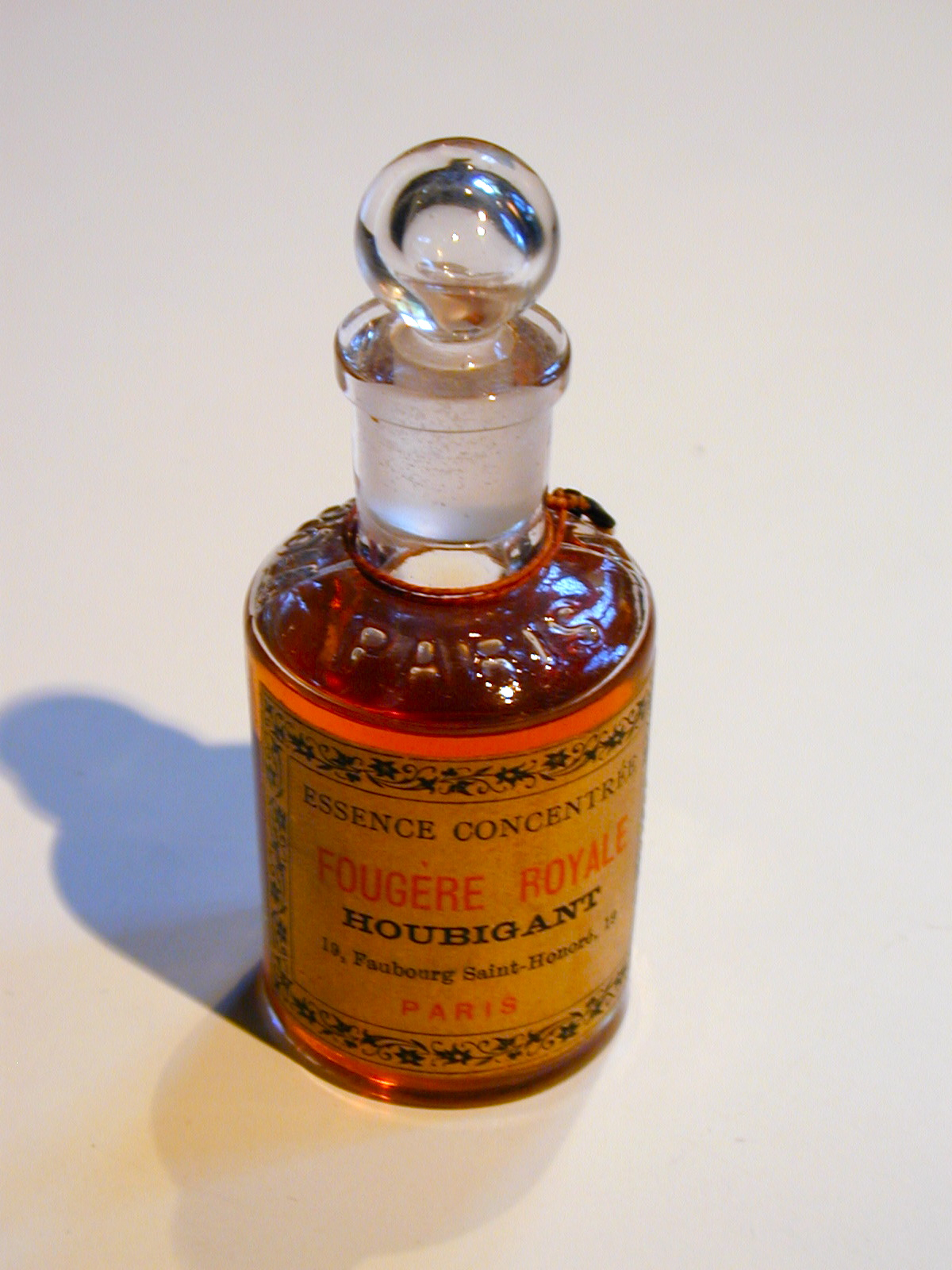
Fougère Royale, um 1884

Fougère (aus dem Französischen für „Farn“) ist eine Kategorie in der Parfumerie, der man den Duftcharakter eines Parfums zuordnen kann. Der Fougère-Akkord setzt sich häufig aus den Duftnoten Lavendel, Bergamotte und Geranium zusammen. Charakteristisch dabei ist die süßliche, an Heu erinnernde Duftnote Cumarin, die ein Bestandteil des ätherischen Cassin- sowie Lavendelöls und Bestandteil der Tonkabohne ist. Eine andere klassische Basisnote ist Eichenmoos.

## Entstehung
Die Fougère-Duftfamilie wurde 1882 mit der Einführung von ''Fougère Royale'' durch das Haus Houbigant ins Leben gerufen. Der Parfümeur Paul Parquet entwickelte diesen Duft, indem er erstmals synthetisches Cumarin verwendete, was als Beginn der modernen Parfümerie gilt.

## Duftnoten
Ein typischer Fougère-Akkord basiert auf einer Mischung aus folgenden Hauptkomponenten:
- Kopfnoten: Lavendel und Bergamotte (frische, hesperidische Note)
- Herznoten: Geranie (blumiger und leicht grüner Duft)
- Basisnoten: Eichenmoos, Vetiver und Cumarin, (tiefe und warm, erdige Basis)[4]